# Grin (Coroner)
Grin è il quinto album in studio del gruppo musicale Coroner, pubblicato nel 1993.

## Tracce
1. Dream Path – 1:12
2. The Lethargic Age – 4:18
3. Internal Conflicts – 6:19
4. Caveat (To the Coming) – 6:39
5. Serpent Moves – 7:39
6. Status: Still Thinking – 6:14
7. Theme for Silence – 1:32
8. Paralyzed, Mesmerized – 8:08
9. Grin (Nails Hurt) – 7:22
10. Host – 8:24

## Formazione
- Ron Royce - voce e basso
- Tommy T. Baron - chitarra
- Marquis Marky - batteria